# Austrolaenilla meteorae
Austrolaenilla meteorae är en ringmaskart som först beskrevs av Hartmann-Schröder 1982.  Austrolaenilla meteorae ingår i släktet Austrolaenilla och familjen Polynoidae. Inga underarter finns listade i Catalogue of Life.